# مقاطعة سميث (ميسيسيبي)
مقاطعة سميث هي مقاطعة في مسيسيبي، بلغ عدد سكانها 16٬491  نسمة، في 2010، عاصمتها رالي، تبلغ مساحتها 1٬651 كيلومتر مربع.

## الموقع
تشترك في الحدود مع:
- مقاطعة سكوت (ميسيسيبي)
- مقاطعة جونز (ميسيسيبي)
- مقاطعة كوفينغتون (ميسيسيبي).

## التقسيمات الإدارية
- رالي.